# Isaac de Moucheron
Pour les articles homonymes, voir Moucheron.
Isaac de Moucheron, né à Amsterdam le 23 novembre 1667 ou 1670 et mort à Amsterdam en 1744, est un peintre, graveur et architecte néerlandais.

## Biographie
Isaac de Moucheron est un des onze enfants du paysagiste Frederik de Moucheron et de Maria Magdalena de Jouderville, la fille d'Isaac de Jouderville, élève de Rembrandt, d'où son prénom.
Il est peintre, dessinateur, graveur, imprimeure et ornemaniste nord-néerlandais dont l'activité a lieu à Amsterdam (1687-1694), en France (1694-1695), à Bologne et Rome en Italie (1695-1697) et de nouveau à Amsterdam (1697-1744).
Il est l'élève de son père Frederik de Moucheron et influencé par le peintre romain Gaspard Dughet. À son retour d'Italie, il peint des paysages italianisants sur tentures murales et collabore avec Jacob de Wit. Le grand nombre de modèles recueillis lui permet de réaliser la décoration de grandes pièces et des appartements dans les palais avec ces paysages. Ces vues sont enrichies par des personnages et des animaux d'après d'autres artistes tels que Jacob de Wit et Nikolaas Verkolje. L'architecture joue un rôle primordial dans l'ensemble de son œuvre et parfois il innove dans ce domaine. Il faut voir en lui un représentant d'un classicisme international franco-italien.
Il est membre de la Bentvueghels, confrérie d'artistes vivant à Rome et venant des Pays-Bas, avec le surnom (Bentnaam) de Ordonnancement (Ordenantie).
Isaac de Moucheron meurt à Amsterdam le 20 juillet 1744.

## Œuvres
- Paysage antique, musée des Ursulines de Mâcon
- Paysage arcadien avec des chiffres par une pierre tombale, dessin brossé, monogramme IM, Musée des Beaux - Arts de Leipzig[4]
- Vue d'une partie du parc du château de Het Loo à Apeldoorn, dessin à la plume et craie noire, 1737, Musée Condé, Chantilly (Oise)[5]
- Paysage italianisant fantastique, dessin marron et gris coloré d'après Gaspard Dughet, collection privée[6]
- Vue sur une terrasse dans un parc, aquarelle sur dessin marron et gris, Musée Pouchkine, Moscou[7]
- Le grand étang ovale, dessin de la série de gravures Vues de la Maison Heemstede, 1690, Musée Teyler, Haarlem[8]
- Parc romain, huile sur toile, 1725, Musée national de Schwerin, Allemagne[9]
- Représentation Fortitudo pour un décor, partie d'un programme de décoration par Isaac de Moucheron et Jacob de Wit, 1734, Theater Institute, Amsterdam[10]
- Piscine à débordement avec des statues et des bâtiments dans un parc, huile sur toile 130 x 160 cm, Rijksmuseum, Amsterdam[11]
- Paysages italiens avec des personnages et des bâtiments classiques, six peintures, huile sur toile, 263 x 140,3 cm, signé[12]
- Vue sur le fleuve Tibre avec le château Saint-Ange et plus loin San Pietro, huile sur toile, 40,7 x 55,9 cm, signé[13]
- Paysage italien avec des bergers au repos et en arrière-plan une ville sur la colline, huile sur panneau, 43,2 x 55,2 cm, signé[14]
- La Fontaine monumentale, aquarelle encre-noire sur dessin à la plume et encre brune, Musée du Louvre[15]
- Clairière dans une forêt, dessin à la plume au lavis gris et encre brune, musée du Louvre, base Joconde[16]
- Paysage, panneau, 34 × 36 cm, don de M. Prévôteau en 1867, musée des Beaux-Arts de Chartres[17]

Quelques œuvres de Isaac de Moucheron
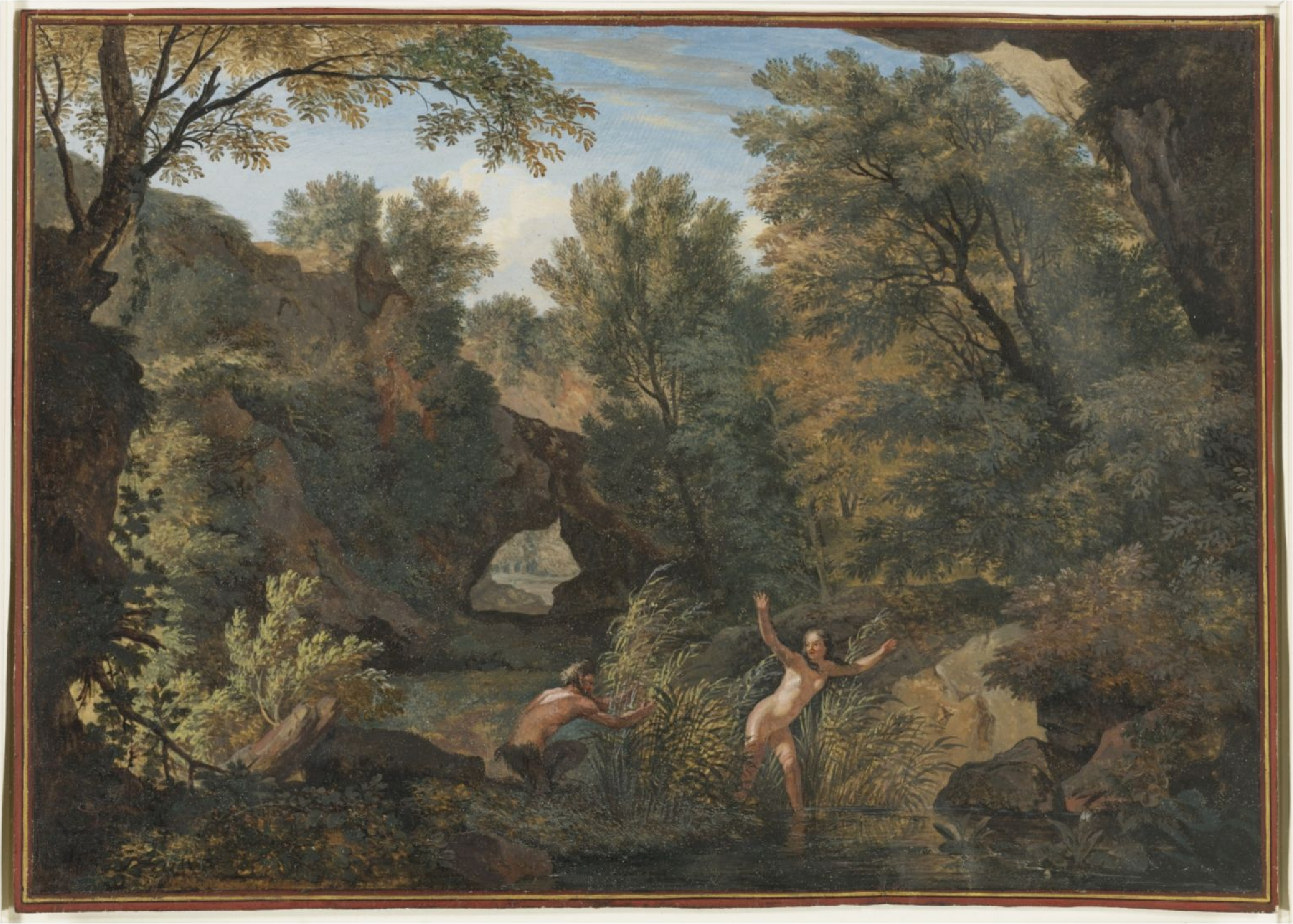
Paysage fluvial avec une nymphe surprise par un satyre, Sotheby
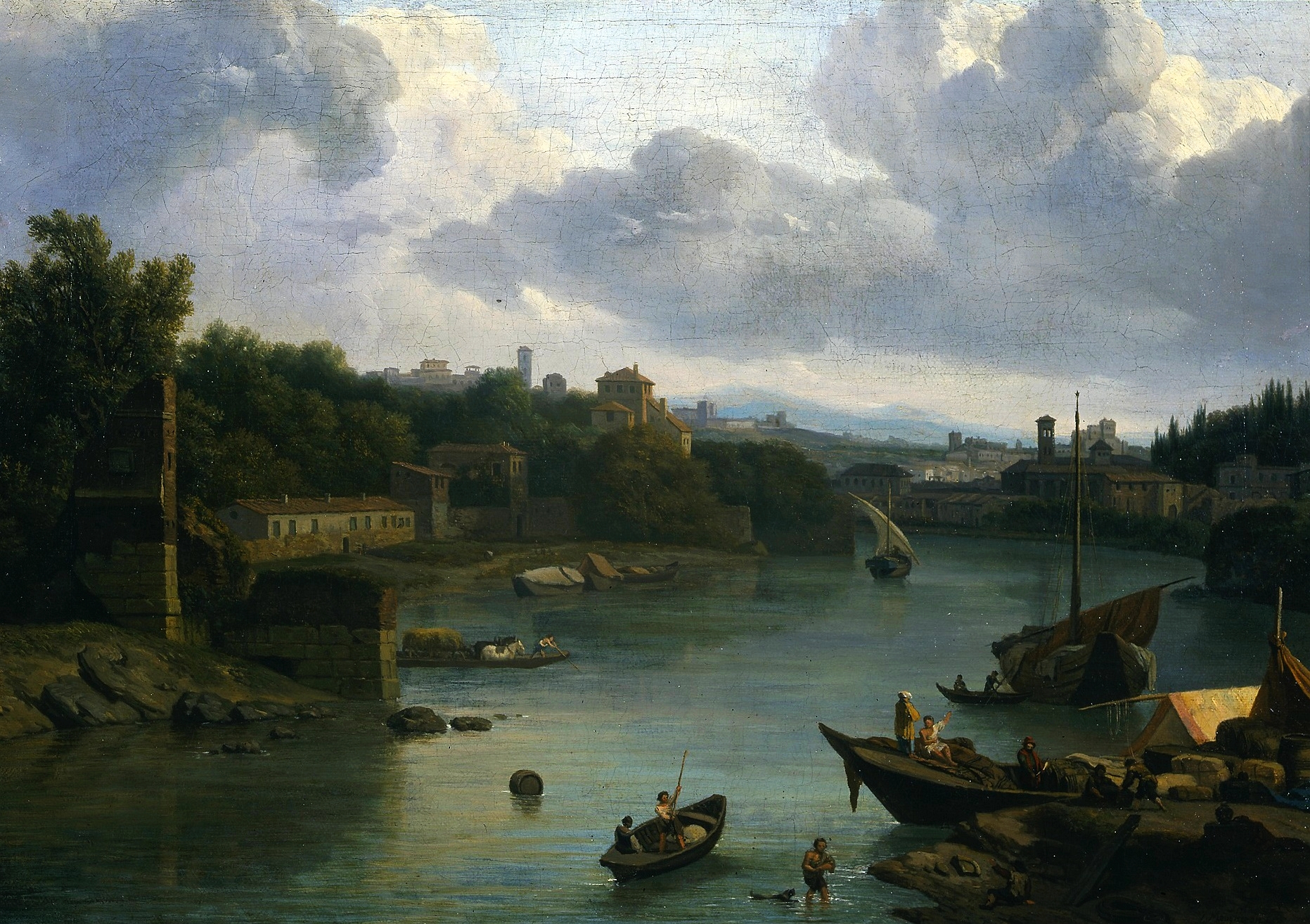
Vue du Tibre à Rome, 1690, Musée national de Varsovie
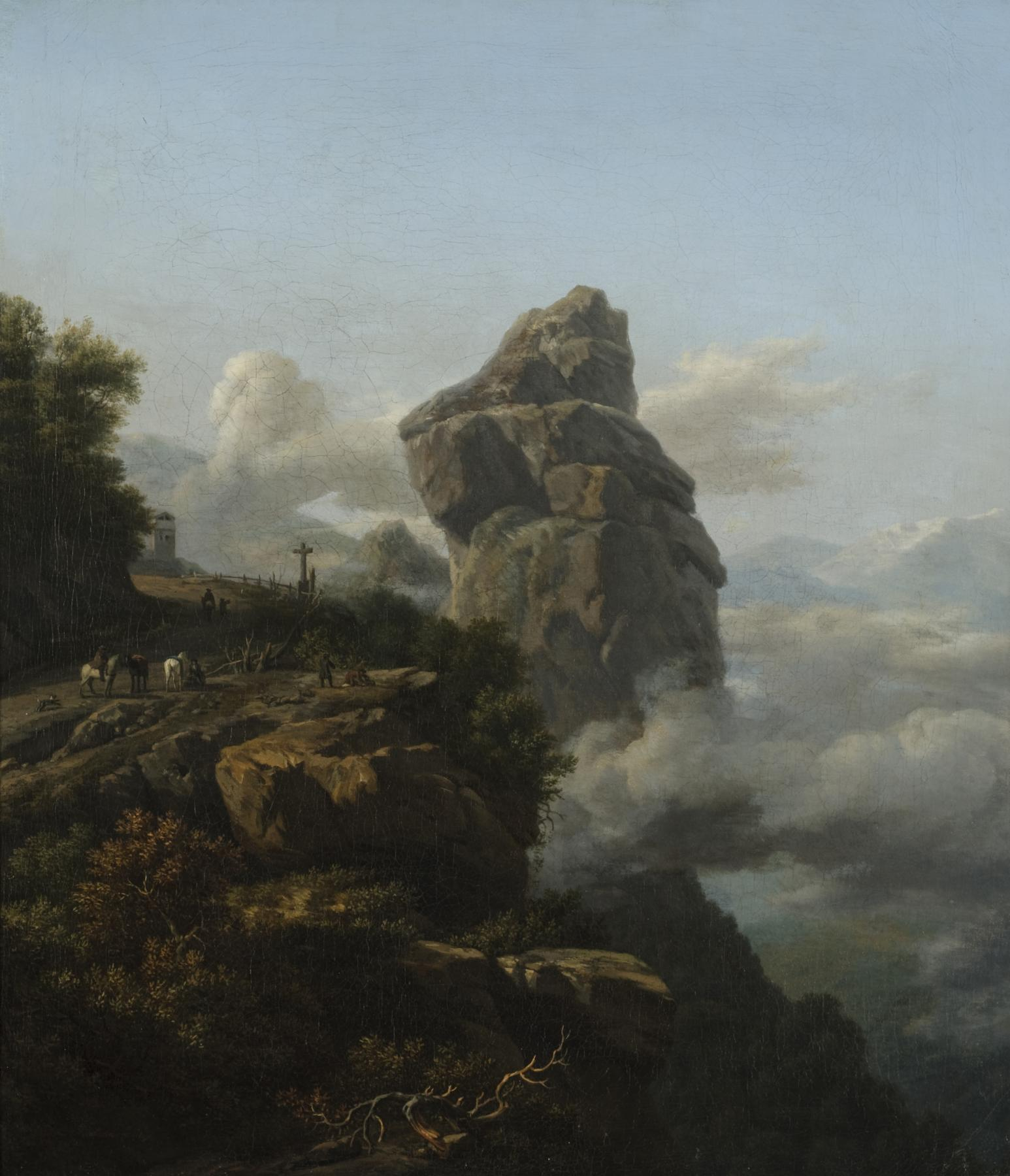
Voyageurs au passage d'un col alpin, Musée Shenandoah Valley
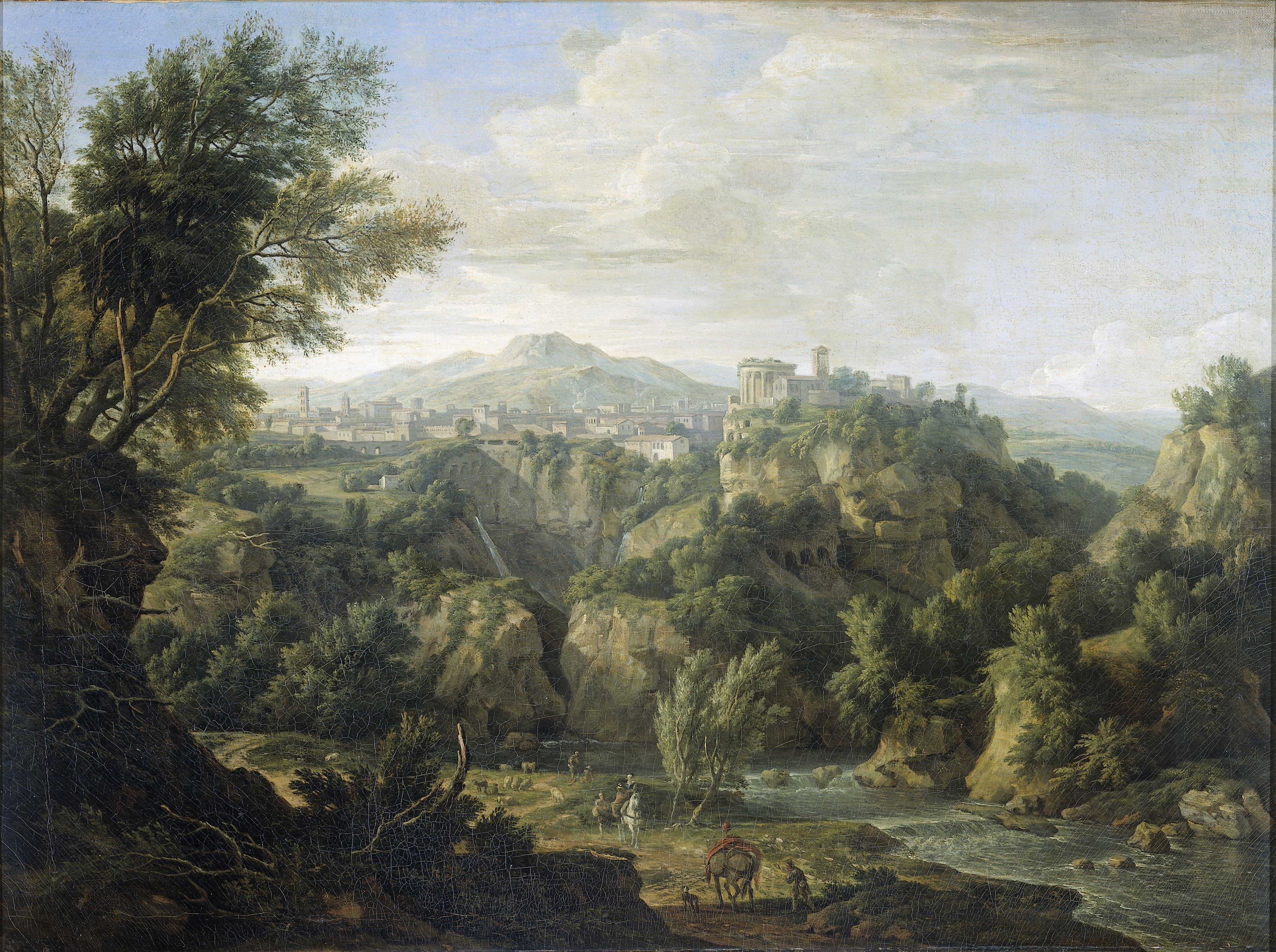
Vue de Tivoli, 1725, Musée d'état d'Amsterdam
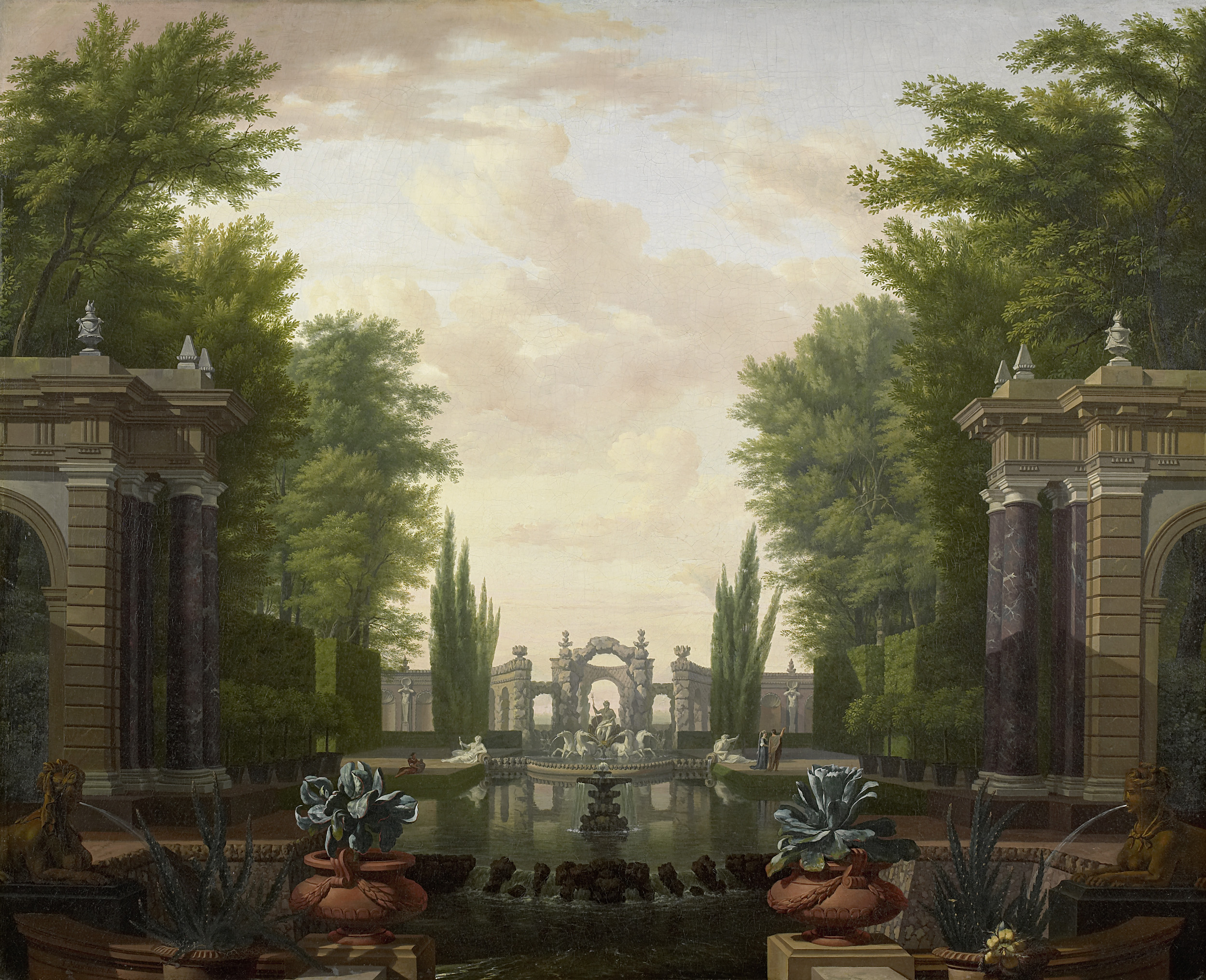
Piscine à débordement avec des statues dans un parc, Rijksmuseum Amsterdam